# Répulsion (film)
Pour les articles homonymes, voir Répulsion.
Pour plus de détails, voir Fiche technique et Distribution.
Répulsion (titre original en anglais : Repulsion) est un film britannique réalisé par Roman Polanski et sorti en 1965.

## Synopsis
Carol Ledoux, une belle et timide manucure belge, en apparence détachée de la réalité, vit à Londres avec Helen, sa sœur aînée. Carol est désirée par Colin, un homme qu'elle a rencontré par hasard et qui lui fait des avances qu'elle rejette. Elle est troublée par la relation qu'Helen entretient avec Michael, un homme marié : elle ne l'apprécie pas, l'habitude qu'il a pris de laisser ses affaires dans la salle de bain la dérange et le bruit de leurs ébats la nuit l'empêche de dormir.
Un jour, alors que Carol rentre chez elle après le travail, elle semble perturbée par les craquelures du revêtement du trottoir. Colin la voit et elle peine à tenir une conversation avec lui. Il la raccompagne chez elle en voiture, tente de l'embrasser, y parvient mais elle le repousse, court à son appartement se brosser les dents avant de sangloter. Cette nuit-là, elle est questionnée par Helen, qui lui demande pourquoi elle a jeté les affaires de Michael dans la poubelle de la salle de bains. Au salon de beauté, Carol est de plus en plus distante, parle à peine à ses collèges et aux clientes, à tel point que sa patronne décide de la renvoyer chez elle pour la journée.
La veille, Helen et Michael sont partis en voyage en Italie, laissant Carol seule dans l'appartement. Carol sort un lapin du réfrigérateur qu'Helen aurait dû cuisiner pour le dîner. Carol abandonne le plat avec le lapin dans le salon, dérangée par les affaires de Michael dispersées dans l'appartement ; elle ramasse un débardeur dont l'odeur la fait vomir. Alors qu'elle regarde les robes de sa sœur dans le placard de la chambre, elle voit une figure sombre dans le miroir du placard. Pendant la nuit, elle entend des pas venant du couloir.
L'isolement de Carol commence à tellement la perturber qu'elle manque trois jours de travail. Un matin, elle se fait couler un bain et inonde la salle de bains. Quand elle allume une ampoule, le mur se craquèle. Elle s'enferme dans sa chambre et entend des pas. La nuit, elle a une hallucination dans laquelle un homme entre dans sa chambre et la viole. Elle est réveillée par un appel de Colin, mais raccroche.
Elle retourne néanmoins au salon de beauté mais, pendant une manucure, elle coupe le doigt de sa cliente ; elle est renvoyée chez elle. Sa collègue qui l'aide à se changer voit la tête du lapin dans son sac à main.
De retour à l'appartement, Carol observe une photo de famille et le mur se craquèle de nouveau. Colin arrive à l'appartement ; comme Carol refuse d'ouvrir, il enfonce la porte. Il lui déclare son amour ; en réponse, elle le matraque à mort avec un chandelier. Elle nettoie le sang, barricade la porte d'entrée et place le cadavre dans la baignoire. Elle rêve une nouvelle fois qu'elle est violée et se réveille nue sur le sol. Plus tard dans la journée, quelqu'un appelle à l'appartement, et Carol coupe le fil du téléphone avec le rasoir de Michael.
Le propriétaire de l'appartement se présente pour demander le loyer des deux sœurs et entre puisque la porte n'est plus verrouillée. Carol le paie ; il est dégoûté par l'état de l'appartement et par le lapin en train de pourrir dans le salon. Il fait alors des avances à Carol, lui disant qu'elle n'aura pas à payer le loyer si elle « prend soin de lui ». Il essaie de la violer ; Carol le tue avec le rasoir de Michael.
Quand Helen et Michael reviennent, ils sont sidérés par l'état de l'appartement. Ils découvrent le cadavre de Colin ainsi que Carol sous un lit dans un état catatonique. Elle est emmenée dans les bras de Michael sous les regards des voisins qui ont accouru.
Dans le salon, une photo de famille – celle que Carol observait plus tôt – la montre, enfant, observant un homme plus vieux de sa famille tandis que le reste des personnes sourient.

## Fiche technique
Sauf indication contraire, les informations mentionnées dans cette section peuvent être confirmées par la base de données cinématographiques IMDb,  présente dans la section « Liens externes ».
- Titre français : Répulsion
- Titre original : Repulsion
- Réalisation : Roman Polanski
- Scénario : Roman Polanski, Gérard Brach
- Adaptation et dialogues : David Stone
- Direction artistique : Seamus Flannery
- Décors : Frank Willson
- Photographie : Gilbert Taylor
- Son : Leslie Hammond
- Montage : Alastair MacIntyre
- Musique : Chico Hamilton
- Production : Tony Tenser, Michael Klinger, Gene Gutowski
- Sociétés de production[2] : Compton Film, Tekli British Productions
- Sociétés de distribution : The Criterion Collection, Transmission, Columbia Pictures Television Distribution, Royal Films International, Video Dimensions, Entertainment Programs Inc. (États-Unis), Compton Films, Odeon Entertainment (Royaume-Uni)
- Budget : 95 000 £
- Pays d'origine : Royaume-Uni
- Langue : anglais
- Format[3] : Noir et blanc - 1.66 : 1 - 35 mm - Son Mono (Westrex Recording System)
- Genre : Drame psychologique
- Durée : 105 minutes
- Dates de sorties[4] : 
  - France : 11 juin 1965 (Festival de Cannes) ; 7 janvier 1966 (sortie nationale)
  - États-Unis : 3 octobre 1965
- Classification : 
  - France : interdit aux moins de 16 ans

## Distribution
- Catherine Deneuve : Carol Ledoux
- Yvonne Furneaux : Helen Ledoux
- John Fraser : Colin
- Ian Hendry : Michael
- Helen Fraser : Bridget
- Patrick Wymark : le propriétaire
- Valerie Taylor : Madame Denise
- Monica Merlin : Madame Rendesham
- Renee Houston : Madame Balch
- James Villiers : John
- Hugh Futcher : Reggie
- Imogen Graham : une manicure
- Mike Pratt : un ouvrier

## Production
Premier film de Polanski tourné en langue anglaise, son titre initial était Angel Face. Compton Group avait engagé Polanski pour faire un film d'horreur. En réalité, il réalise un drame psychologique centré sur une schizophrène que sa répugnance envers la sexualité entraîne au meurtre.

### Engagement de Deneuve
Roman Polanski avait tout d'abord proposé à Catherine Deneuve un rôle dans Naïves Hirondelles, adaptation en projet d'une pièce de Roland Dubillard. Celle-ci n'aimant pas le rôle, elle le refuse. Polanski revient un peu plus tard pour lui proposer le rôle principal de Répulsion. Catherine Deneuve refusant de tourner nue sous sa chemise de nuit, Polanski accepte qu'elle mette un justaucorps de danse[réf. nécessaire].

### Tournage
Le tournage a lieu de juin à août 1964. Les extérieurs ont été tournés à Londres. Le pont que traverse Deneuve est le pont de Hammersmith.
Roman Polanski insiste pour avoir Gilbert Taylor comme chef opérateur, son travail dans Docteur Folamour et Quatre Garçons dans le vent l'ayant impressionné.
Les fissures que Carol aperçoit dans le mur devaient s'ouvrir avec un levier. Il fallait les reboucher et les repeindre après chaque prise[réf. nécessaire].

## Distinctions

### Récompense
- 1965 : Grand prix du jury et prix FIPRESCI de la Berlinale